# Mark Pocan
Marcos William Pocan (Kenosha, 14 de agosto de 1964) es un político y empresario estadounidense. Se desempeñó como miembro de la Cámara de Representantes de los Estados Unidos por el 2.º distrito congresional de Wisconsin desde 2013. Miembro del Partido Demócrata, Pocan es copresidente del Caucus de Igualdad LGBT del Congreso y presidente emérito del Caucus Progresista del Congreso. De 1999 a 2013 se desempeñó como miembro de la Asamblea del Estado de Wisconsin, en representación del distrito 78 sucediendo allí a Tammy Baldwin quien también reemplazó en la Cámara cuando Baldwin fue elegida para el Senado.

## Primeros años
Pocan nació y se crio en Kenosha, Wisconsin. Se graduó en la Harvey Elementary School, Washington Junior High School y Mary D. Bradford High School en 1982, donde fue elegido presidente de la clase senior. Asistió a la Universidad de Wisconsin-Madison, donde obtuvo una licenciatura en periodismo en 1986.

## Carrera temprana
Poco después de graduarse, Pocan abrió su propia pequeña empresa, una imprenta llamada Budget Signs & Specialties, de la que se hizo propietario y empezó a gestionar en 2012. Es miembro de la AFL-CIO, a la que se incorporó como propietario de una pequeña empresa.
Los años activos de Pocan en la Universidad de Wisconsin-Madison lo llevaron a su elección en 1991 a la Junta de Supervisores del Condado de Dane, donde sirvió a la comunidad del centro de Madison durante tres mandatos, dejando la junta en 1996.

## Carrera política

### Asamblea de Wisconsin
En 1998, la amiga y aliada de Pocan, Tammy Baldwin, cedió su escaño en la Asamblea del Estado de Wisconsin para postularse con éxito para el Congreso. Pocan se postuló para sucederla en el distrito occidental de Madison y ganó unas elecciones primarias del Partido Demócrata a tres bandas con el 54% de los votos. No se enfrentó a ningún oponente del Partido Republicano en las elecciones generales y ganó con el 93% de los votos contra un independiente. Ganó la reelección en 2000 con 81%, la única vez que enfrentó a un retador republicano. No tuvo oposición para la reelección de 2002 a 2010.

### Cámara de Representantes
En 2012, Tammy Baldwin renunció a su escaño en el Congreso para postularse para el Senado de los Estados Unidos y Pocan decidió postularse en el 2.º distrito congresional abierto. Ganó una primaria demócrata de cuatro candidatos con el 72% de los votos. Ganó los 7 condados del distrito, incluido el densamente poblado condado de Dane con el 74% de los votos. El segundo es tan fuertemente demócrata que las primarias demócratas se consideraron la verdadera contienda, y se creía ampliamente que Pocan se había asegurado un escaño en el Congreso al ganarlo. El 6 de noviembre de 2012, Pocan ganó las elecciones generales, derrotando al republicano Chad Lee 68% a 32%.

## Activismo político

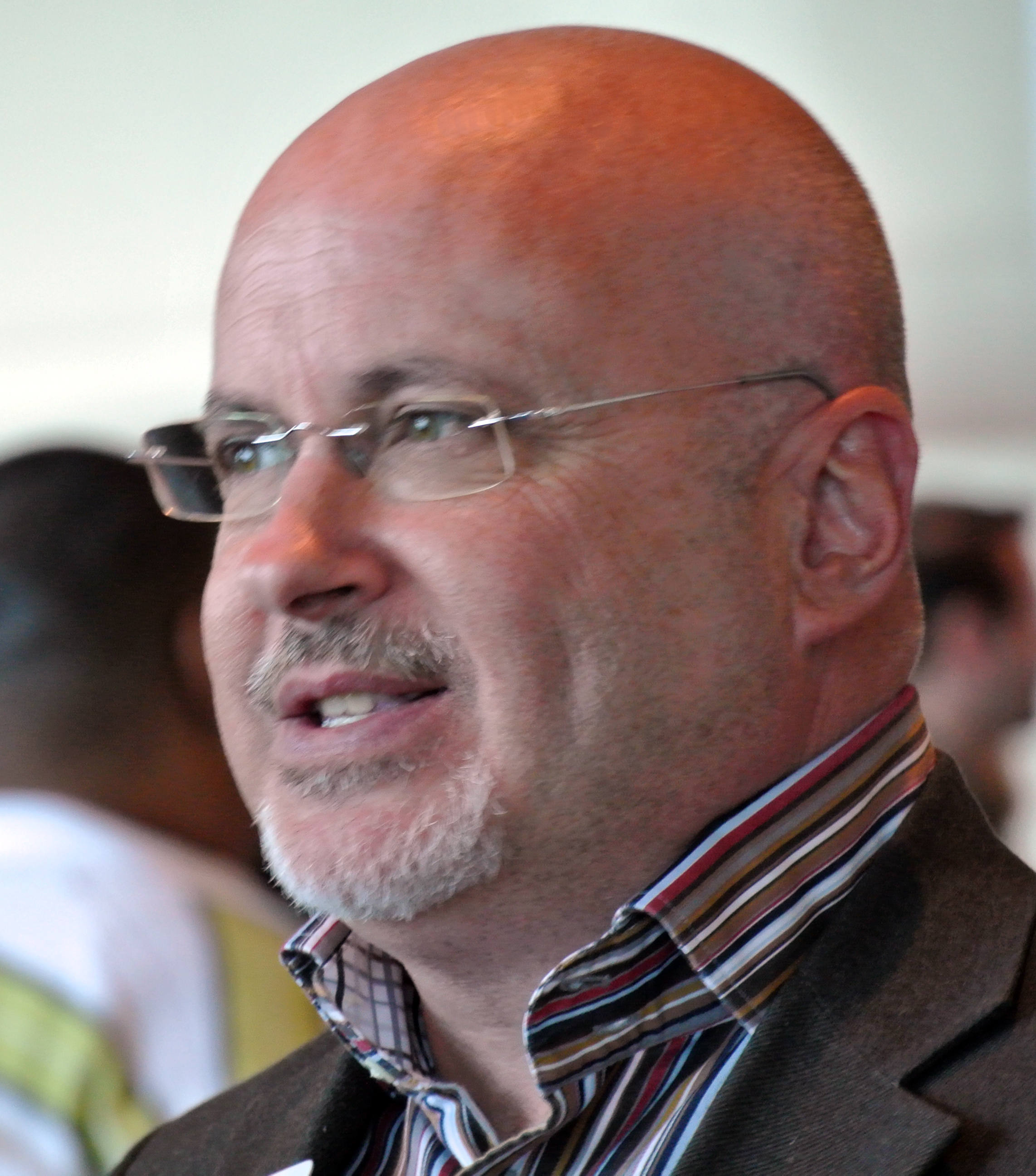
Pocan en el banquete de la Alianza Gay Heterosexual para Escuelas Seguras (2012).

Pocan se identifica como un demócrata progresista y es miembro de diversas organizaciones, entre ellas se encuentran Wisconsin Citizens Action, la Unión Estadounidense por las Libertades Civiles, Fair Wisconsin y Midwest Progressive Elected Officials Network. También es uno de los pocos demócratas progresistas que se ha unido al American Legislative Exchange Council (ALEC), una organización de tendencia conservadora que produce propuestas legislativas modelo. Pocan utilizó su membresía para investigar la agenda y los patrocinadores de la organización y escribió una serie de artículos sobre sus experiencias con ALEC para la revista The Progressive, con sede en Madison. En la edición del 29 de septiembre de 2012 de Moyers and Company, Pocan dijo: "ALEC es un servicio de citas corporativas para legisladores solitarios e intereses especiales corporativos que finalmente la relación culmina con una legislación de interés especial y, con suerte, que vive felices para siempre como el modelo ALEC Desafortunadamente, lo que está excluido de esa ecuación es el público".
En septiembre de 2018, Pocan apoyó la legislación que invoca la Resolución de poderes de guerra de 1973 para detener la participación de Estados Unidos en la intervención militar en Yemen liderada por Arabia Saudita, diciendo: "La peor crisis humanitaria del mundo se ha desencadenado por nuestra guerra secreta e ilegal en Yemen librada junto con el régimen saudí. Mientras los saudíes utilizan la hambruna como arma de guerra, matando de hambre a millones de yemeníes inocentes hasta casi morir, Estados Unidos alimenta, coordina y proporciona bombas para los ataques aéreos sauditas, y despliega secretamente al ejército para participar en operaciones sobre el terreno con las tropas sauditas."
En abril de 2019, después de que la Cámara aprobara la resolución que retiraba el apoyo estadounidense a la coalición liderada por Arabia Saudita en Yemen, Pocan fue uno de los nueve legisladores que firmaron una carta al presidente Donald Trump solicitando una reunión con él e instándolo a firmar la "Resolución conjunta 7 del Senado que invoca la Ley de Poderes de Guerra de 1973 para poner fin a la participación militar estadounidense no autorizada en el conflicto armado de la coalición liderada por Arabia Saudita contra las fuerzas hutíes de Yemen, iniciado en 2015 por la administración Obama. Afirmaron que "la imposición por parte de la coalición liderada por Arabia Saudita de un bloqueo aéreo, terrestre y marítimo como parte de su guerra contra los hutíes de Yemen ha seguido impidiendo la distribución sin obstáculos de estos productos vitales, contribuyendo al sufrimiento y la muerte de un gran número de civiles. en todo el país" y que la firma de la resolución por parte de Trump daría una "señal poderosa a la coalición liderada por Arabia Saudita para que ponga fin a la guerra de cuatro años".
Pocan apoya la disminución del gasto militar estadounidense. Pocan, Pramila Jayapal y Barbara Lee intentaron reducir el tamaño de la Ley de Autorización de Defensa Nacional de $740 mil millones para el año fiscal 2021, pero su moción fue rechazada. Los copresidentes del Caucus Progresista del Congreso, Jayapal y Pocan, declararon: "Cada dádiva a Lockheed Martin o Northrop Grumman es dinero que podría haberse gastado para poner fin a la pandemia COVID-19, mantener a flote las pequeñas empresas y evitar un colapso económico".

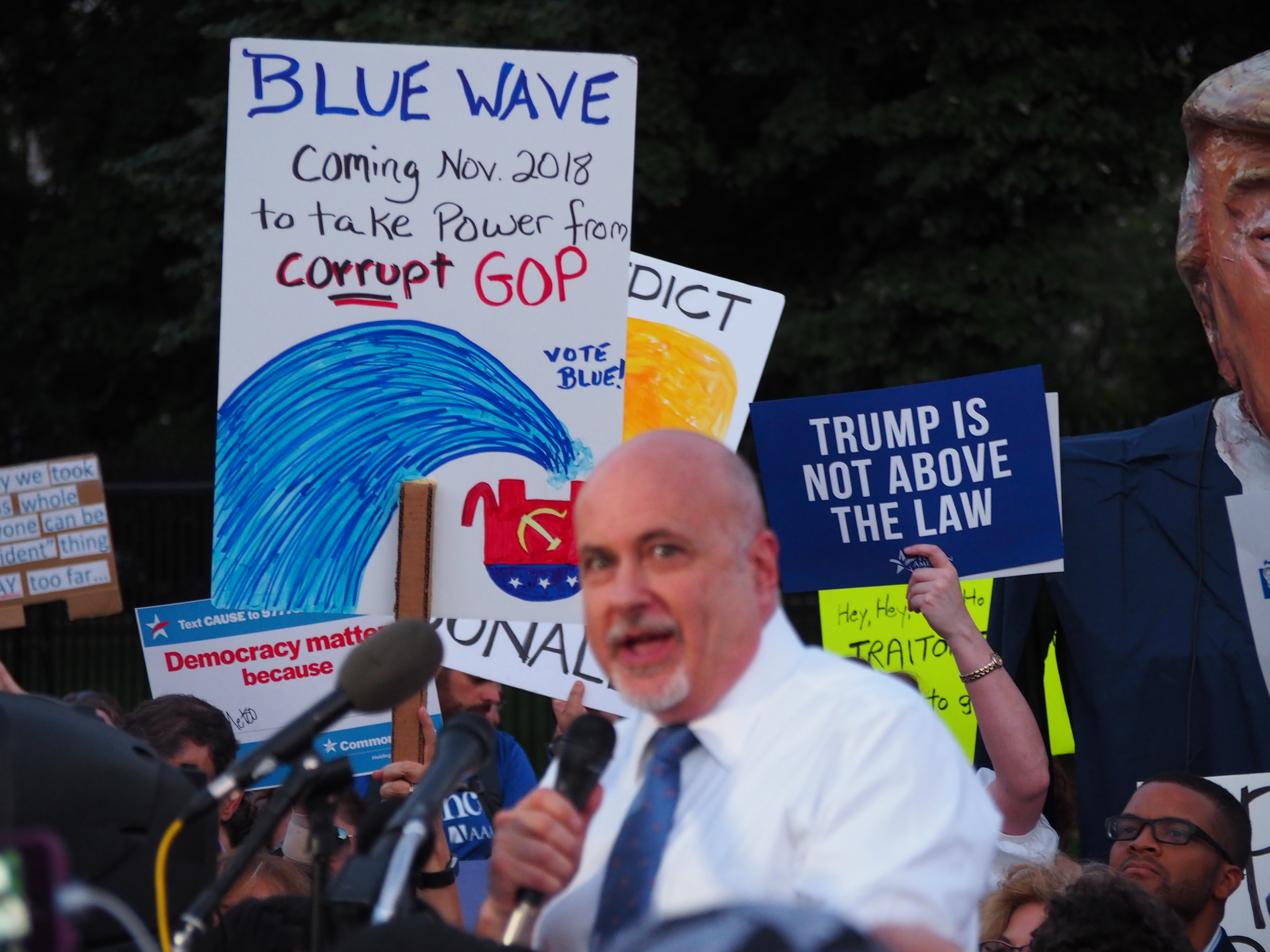
Pocan en julio de 2018.

En 2019, Pocan apoyó la Ley de Igualdad, un proyecto de ley que ampliaría la Ley de Derechos Civiles de 1964 para prohibir la discriminación basada en la orientación sexual y la identidad de género.
En julio de 2019, Pocan votó en contra de una resolución de la Cámara presentada por el congresista demócrata Brad Schneider de Illinois que se opone al Movimiento Global de Boicot, Desinversiones y Sanciones contra Israel. La resolución pasó 398-17.
El 18 de diciembre de 2019, Pocan votó a favor de ambos artículos de acusación contra el presidente Trump.
En enero de 2020, Pocan respaldó al senador Bernie Sanders para presidente.
En mayo de 2021, Pocan y los representantes Rashida Tlaib y Alexandria Ocasio-Cortez redactaron una resolución para bloquear la venta de armas guiadas con precisión a Israel después de que la administración Biden aprobó la venta.

## Vida personal
Pocan es abiertamente gay. Él atribuye su activismo político en parte a un incidente poco después de que se graduó de la universidad y abrió su imprenta, cuando dos hombres lo siguieron después de que salió de un bar gay y lo golpearon con un bate de béisbol mientras lo llamaban "maricón" y otros insultos homofóbicos. Este incidente de agresión gay lo impulsó a participar activamente en la comunidad LGBT de Madison. Pocan fue el único miembro abiertamente gay de la Asamblea estatal después de la elección de Tammy Baldwin al Congreso, y uno de los tres miembros LGBT de la 100.ª Legislatura de Wisconsin junto con el senador Tim Carpenter y la representante bisexual JoCasta Zamarripa.
El 24 de noviembre de 2006, Pocan y su pareja de muchos años, Philip Frank, se casaron legalmente en Toronto, Ontario.
El hermano de Pocan, William S. Pocan, se desempeña como juez de un tribunal de circuito en el condado de Milwaukee.

## Premios y honores
Pocan ha recibido los siguientes reconocimientos mientras estuvo en el cargo:
- Premio Fair Wisconsin Statewide Leader Award (2009).
- Premio al liderazgo Rebecca Young de Planned Parenthood (2009).
- Bomberos profesionales de Wisconsin Legislador del año (2008).[26]
- Premio de Política Pública de la Asociación de Bibliotecas de Wisconsin (2008).
- Premio de Política Pública de la Coalición de Wisconsin contra la Agresión Sexual Voces de Coraje (2008).[27]
- Cuadro de honor de la Liga de votantes por la conservación de Wisconsin (2008).[28]
- Premio del Fondo de SIDA de Wisconsin (2007).
- Campeón de Conservación de la Liga de Votantes de la Conservación de Wisconsin (2006).
- Premio al legislador destacado de la Asociación de los condados de Wisconsin (2006 y 2008).
- Premio Clean Wisconsin Clean 16 (2004, 2002 y 2000).
- Premio de reconocimiento especial de la ACLU (2001).
- Representante del año del Consejo de Empleados del Estado de la Federación de Maestros de Wisconsin (2003 y 2002).
- Hombre de divulgación del año (1999).[29]

## Otras lecturas
- Conoce a Mark Pocan, el espía original de ALEC, Molly Redden, The New Republic, 25 de julio de 2012.